# نيلز راسموسن (مجدف)
نيلز راسموسن (بالدنماركية: Niels Rasmussen)‏ هو مجدف دنماركي، ولد في 27 مايو 1922 في Søndersø ‏ في الدنمارك، وتوفي في 12 يناير 1991 في راندرس في الدنمارك.

## وصلات خارجية
- نيلز راسموسن على موقع الاتحاد الدولي للتجديف (الإنجليزية)
- نيلز راسموسن على موقع اللجنة الأولمبية الدولية (الإنجليزية)
- نيلز راسموسن على موقع أوليمبيديا (الإنجليزية)